# Pessar
Pessar er et præventionsmiddel bestående af en lille gummiskål med en metaltråd i kanten. Det føres op gennem kvindens skede til livmodermunden, hvor pessaret placeres for at spærre vejen for mandens sæd. Inden pessaret sættes op skal det smøres med sæddræbende creme på begge sider.
Det er nødvendigt at få en læge til at måle skedens vidde for at få et pessar, der passer.
Pessar bruges som prævention, men beskytter ikke mod seksuelt overførte sygdomme ligesom et kondom.
Iflg. pearl-indexet er et pessar 97-98 % sikkert.